# Iphigenia brasiliana
Iphigenia brasiliana är en musselart som först beskrevs av Jean-Baptiste Lamarck 1818.  Iphigenia brasiliana ingår i släktet Iphigenia och familjen Donacidae. Inga underarter finns listade i Catalogue of Life.